# Jack Hills (astronom)
Jack G. Hills este un astronom și matematician american, teoretician al dinamicii stelare, a lucrat asupra Norului lui Oort, a cărui parte internă, Norul lui Hills, a fost numită în onoarea sa.